# Anthriel
Anthriel ist eine finnische Progressive-Metal-Band aus Tampere, die 2004 gegründet wurde.

## Geschichte
Die Band wurde im Jahr 2004 von dem Gitarristen Timo Niemistö, dem Keyboarder Antti Hakulinen und dem Schlagzeuger Jari Kuokkanen gegründet. Ende 2008 stieß Simo Silvan als neuer Sänger hinzu. Im August 2010 unterzeichnete die Band einen Plattenvertrag bei Lion Music. Hierüber erschien im selben Jahr das Debütalbum The Pathway. Im November und Dezember fungierte die Band als Warm-up für das Raskasta Joulua, eine Reihe von Konzerten, auf denen Bands Metal-Versionen verschiedener Weihnachtslieder darbieten. Im folgenden Jahr nahm die Band am Sauna Open Air teil.  Später arbeitete die Band an ihrem nächsten Album. Die Arbeiten mussten jedoch unterbrochen werden, da ihr Proberaum, das Deerhouse Studio in Tampere, demoliert wurde. Zudem verließ Jari Kuokkanen die Besetzung und wurde durch den Schlagzeuger Henrikki „Hercules“ Markkula ersetzt. 2017 erschien, ebenfalls bei Lion Music, das zweite Album Transcendence.

## Stil
Laut CCVP von progarchives.com verbindet die Band klassische Musik, Progressive Rock und Power Metal. Sie sei durch Gruppen wie Symphony X, Dream Theater, Queensrÿche, Ayreon, Yes und Kansas beeinflusst worden. Mike Seidinger von stormbringer.at ordnete The Pathway dem Progressive Metal zu. Man könne dem Album nicht anhören, dass es sich bei Anthriel um Newcomer handele. Die Veröffentlichung sei ein Konzeptalbum, das sich auf die The Dark Elf Trilogy von R. A. Salvatore bezieht. Dabei drifte man „in die klassische Melodic-Richtung mit teils heftiger Prog-Schlagseite“, wobei man die Musik als Mischung aus Dream Theater zu Zeiten von When Dream and Day Unite und Images and Words, Symphony X und Stratovarius zusammenfassen könne. Weiterhin beschrieb er die Veröffentlichung als „vielschichtig arrangiertes, technisch perfektes, hochmelodisches Über-Album“. Ian Johnson von rocktopia.co.uk schrieb zum Debütalbum, dass sich dies mit Veröffentlichungen von Seventh Wonder und Circus Maximus messen kann. Auch auf Transcendence gebe es sehr melodischen Progressive Metal. Thematisch behandele man dieses Mal die Beschwernisse des alltäglichen Lebens. Besonders charakteristisch sei der starke Gesang, der die Songs einprägsam mache. Die Keyboards würden schon fast in Adult Orientated Rock verfallen.

## Diskografie
- 2007: Visions of Inner Light and Deeper Thoughts (Demo, Eigenveröffentlichung)
- 2010: The Pathway (Album, Lion Music)
- 2017: Transcendence (Album, Lion Music)